# Cuisine moldave

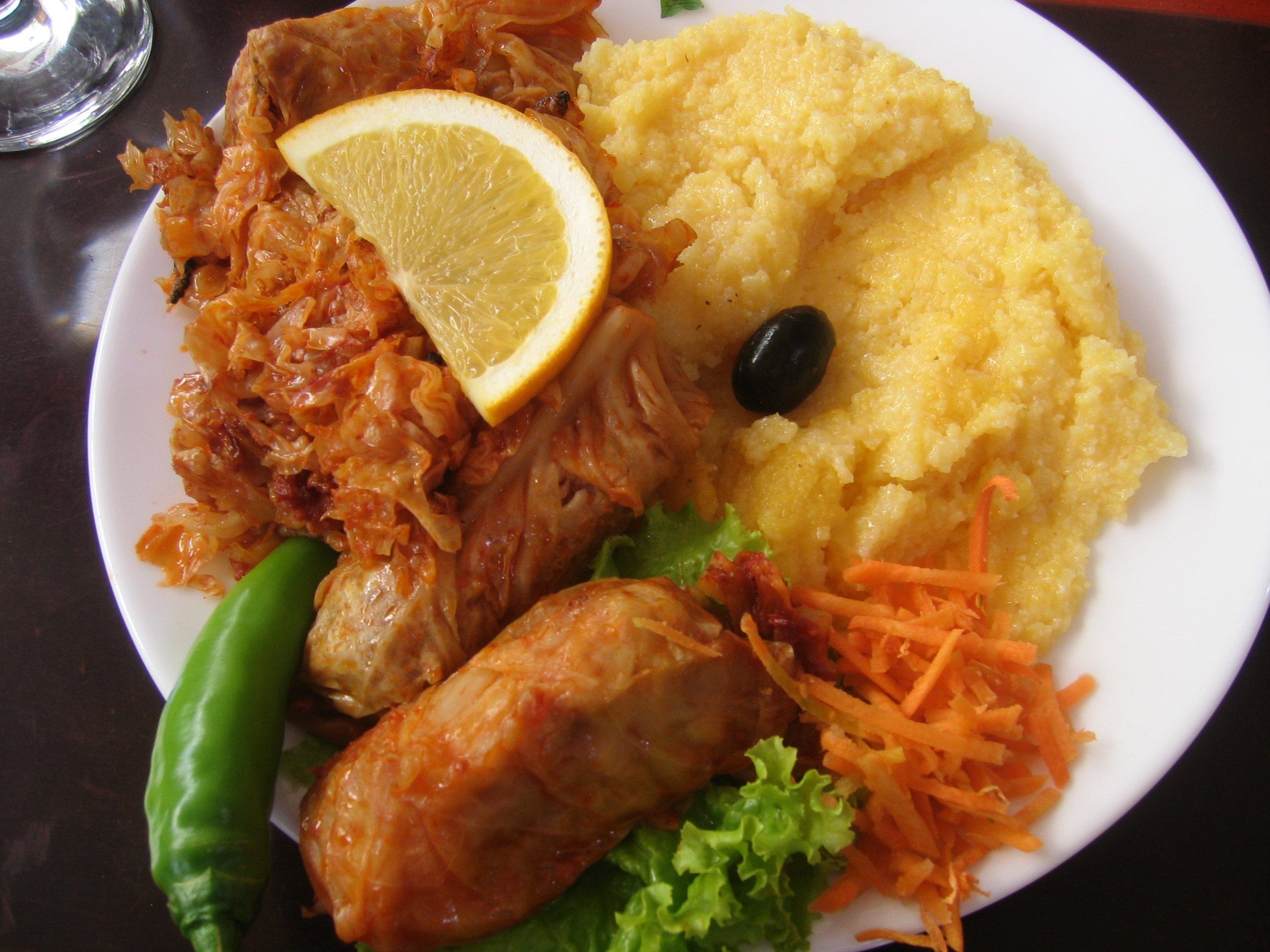
Un plat populaire moldave de sarmale (rouleaux de chou farcis), accompagné de choucroute et de mămăligă.

La cuisine moldave est un style de cuisine lié au peuple de Moldavie. Il se compose principalement d'ingrédients tels que du bœuf, du porc, des pommes de terre, du chou et une variété de céréales. La cuisine locale est très similaire à la cuisine roumaine et s'inspire également d'éléments d'autres cuisines de la région, notamment grecque, polonaise, ukrainienne et russe, avec une grande influence laissée par la cuisine ottomane. Le caractère multinational et multiculturel du pays fait de la gastronomie moldave un creuset se croisent les influences locales, mais aussi russes, ukrainiennes, bulgares, turques, tsiganes, arméniennes, juives et balkaniques auxquelles s'ajoutent des influences italiennes, françaises et allemandes.

## Contexte
Le sol fertile de la Moldavie (chernozem) permet la production des raisins, des fruits, des légumes, des céréales, des viandes et des produits laitiers abondants. Toute cette production variée se retrouve dans la cuisine nationale. La fertilité de la terre noire en Moldavie combinée à l'utilisation de méthodes agricoles traditionnelles permet la croissance d'un large éventail d'aliments.

## Plats traditionnels moldaves
Un plat moldave connu est un plat roumain, Mamaliga (une semoule de maïs bouillie de maïs ou de la bouillie). Il s'agit d'un aliment de base semblable à la polenta sur la table moldave, servi en accompagnement de ragoûts et de plats de viande ou garni de fromage cottage, de crème sure ou de couenne de porc . Les spécialités régionales comprennent le brânză (un fromage en saumure) et le friptură (un ragoût d'agneau ou de chèvre). Des vins locaux accompagnent la plupart des repas.
Les plats traditionnels de la cuisine moldave sont des plats combinant divers légumes, comme les tomates, les poivrons, les aubergines, le chou, les haricots, les oignons, l' ail et le poireau . Les légumes sont utilisés dans les salades et les sauces, et ils sont cuits au four, cuits à la vapeur, marinés (appelés murături), salés ou marinés.
Les différents types de borș (ciorbă) comprennent une large gamme de soupes au goût aigre. Il peut s'agir de soupes de viande et de légumes ou de soupes de poisson, toutes acidifiées par du borș (traditionnellement fabriqué à partir de son) ou du jus de citron. La soupe de poulet à la viande, connue sous le nom de zeamă, est très populaire.
Les produits à base de viande occupent une place particulière dans la cuisine traditionnelle moldave, notamment en entrée. Le porc rôti et grillé, les boulettes de viande de bœuf (appelées pârjoale et chiftele) et l'agneau cuit à la vapeur sont courants. La viande et le poisson sont souvent marinés puis grillés.
Les plats traditionnels comprennent les rouleaux de chou farcis avec de la viande hachée (connus en Moldavie et en Roumanie sous le nom de « sarma », et en Turquie sous le nom de « dolma »), le pilaf (un plat de riz), la gelée de porc, les nouilles, le poulet, etc. La table de fête est généralement décorée avec des produits de boulangerie, tels que des pâtisseries, des gâteaux, des petits pains, avec une variété de garnitures (fromage, fruits, légumes, noix, etc.), connus sous le nom de cozonac, pască, brânzoaice, sfințișori, papanași, colaci, colțunași et cornulețe.
Dans certaines régions, la cuisine de diverses minorités ethniques est prédominante. Dans les régions orientales, les Ukrainiens mangent du bortsch ; au Sud, les Bulgares de Bessarabie servent la traditionnelle mangea (poulet en sauce), tandis que les Gagaouzes préparent le shorpa, une soupe de mouton très assaisonnée ; dans les communautés russes, les pelmeni (boulettes farcies à la viande) sont populaires. Les divers plats servis à la table du réveillon du Nouvel An comprennent principalement des plats d'influence russe tels que le shuba et le Salată de bœuf .

D'autres plats populaires incluent une variante de pierogi appelée colțunași, fourrée de fromage blanc frais (colțunași cu brînză), de viande (colțunași cu carne) ou de cerises.

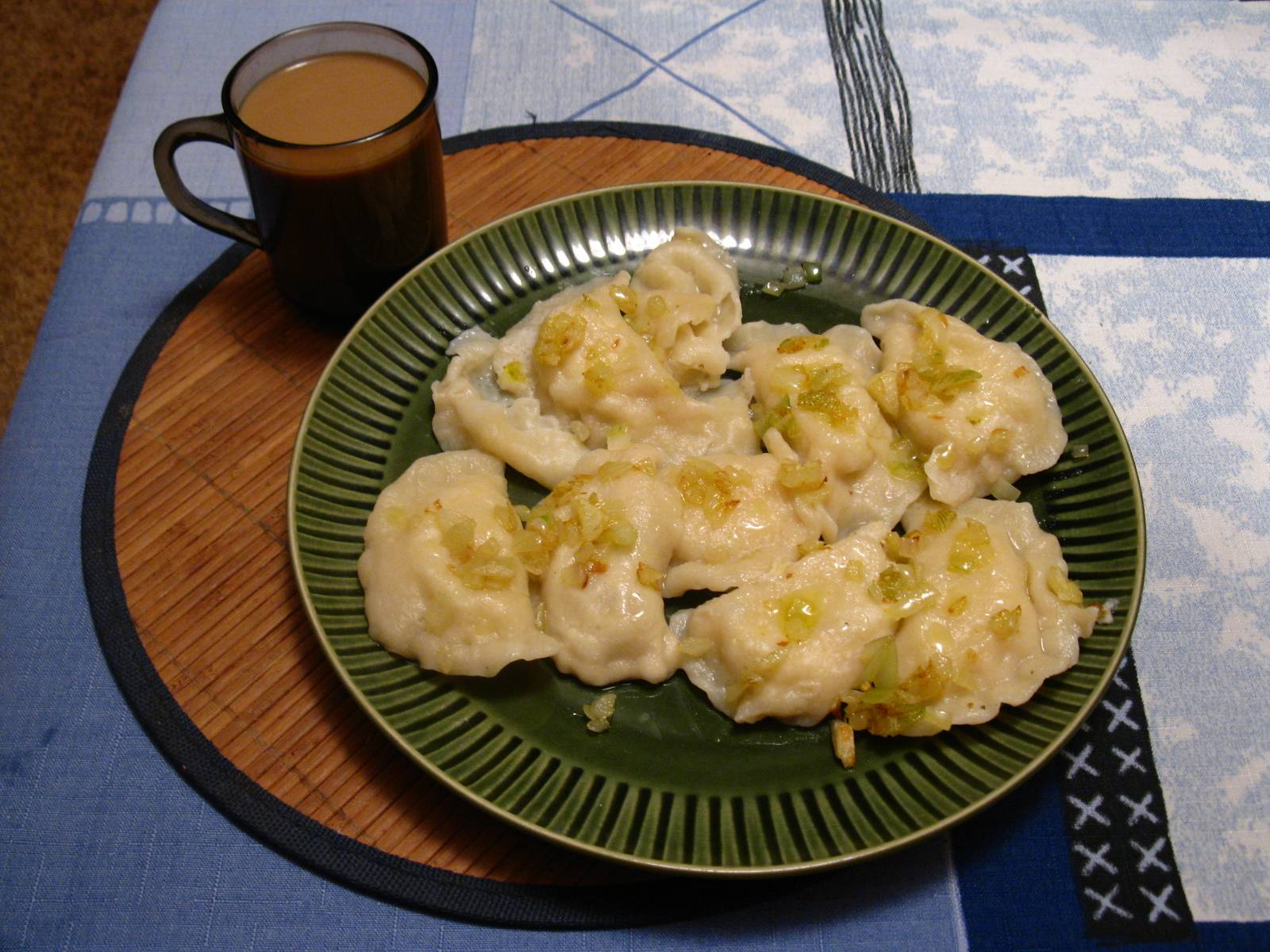
Borș de burechiușe.
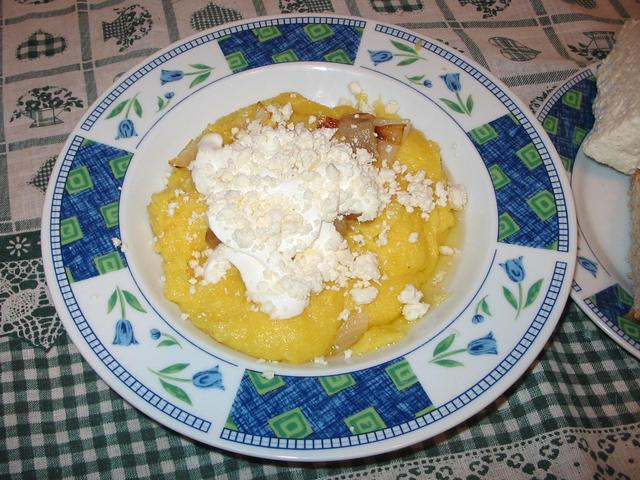
Mămăligă au fromage et cretons.
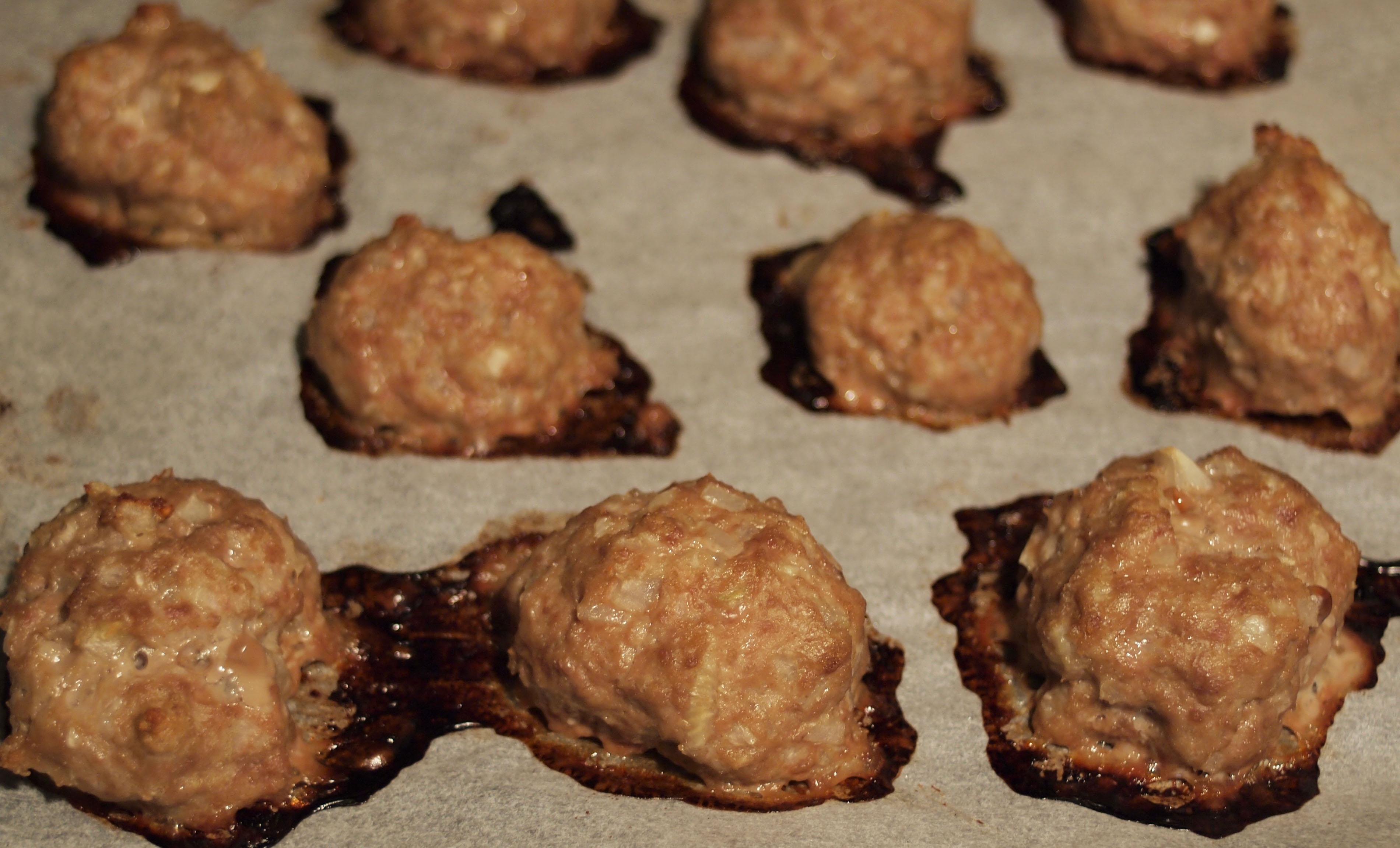
Boulettes de viande (chiftele).
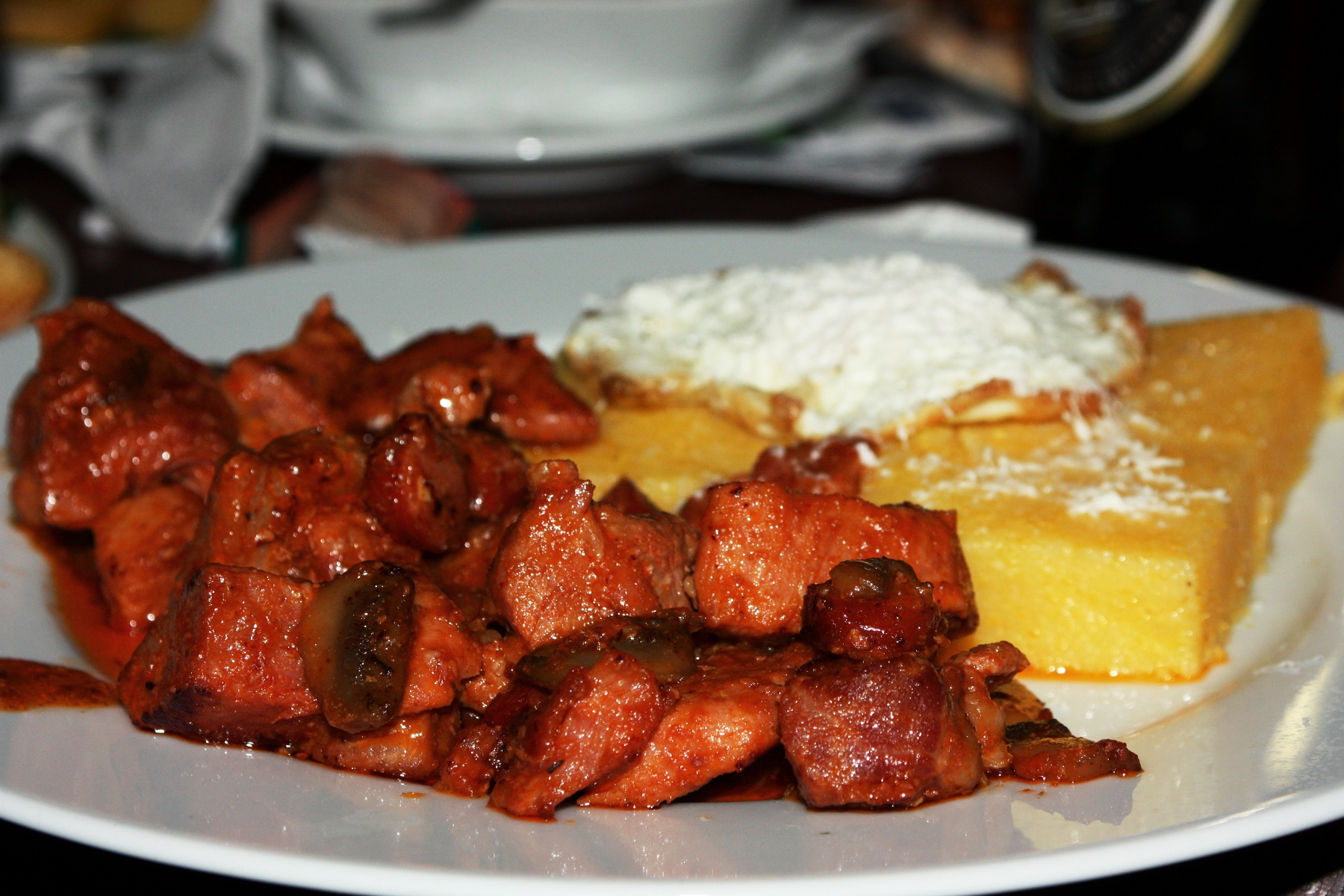
Tochitură.
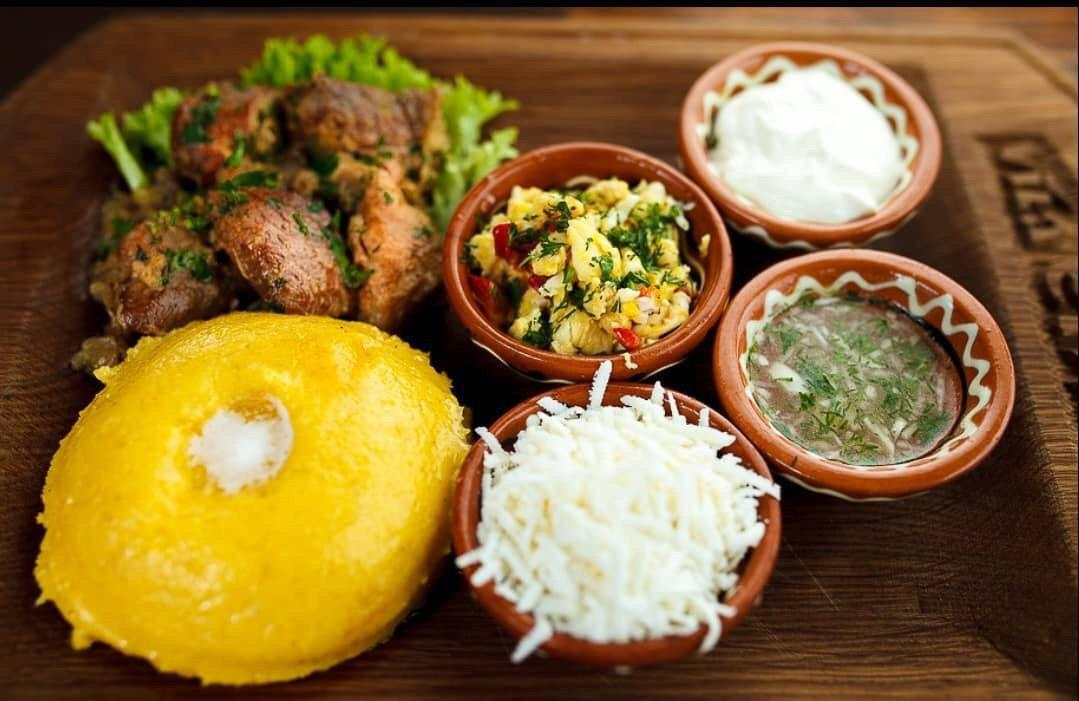
Mămăligă.

## Boissons

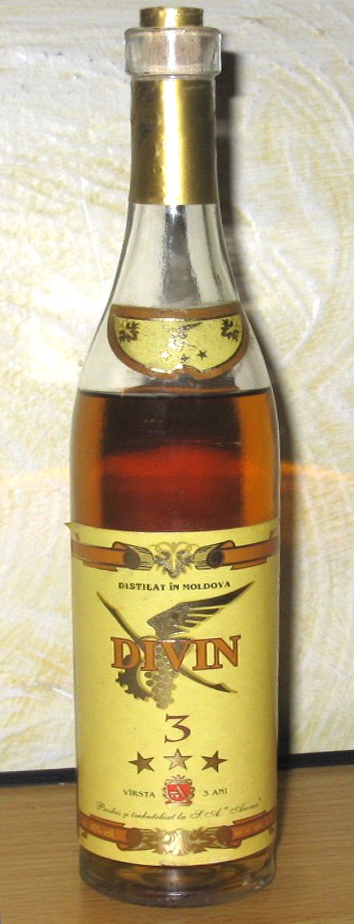
Bouteille de divin.

La Moldavie est un pays vini-viticole important, producteur d'eaux-de-vie (nombreux vergers, dont de prunes).
Les boissons non alcoolisées comprennent les compotes de fruits cuits et les jus de fruits. Les boissons alcoolisées populaires sont le divin (brandy moldave), la bière et le vin local.
Les raisins européens sont utilisés dans la vinification. Les cépages populaires comprennent le sauvignon, le cabernet et le muscat. Les principales variétés nationales moldaves comprennent les Fetească, Rara neagră et Busuioacă albă.
Le vin mousseux a une place particulière dans la cuisine moldave. Le pays produit de grandes quantités de vins mousseux blancs et roses classiques, ainsi que des vins mousseux rouges qui ont été introduits à l'origine en Moldavie. Les vins effervescents les plus connus sont ceux élaborés dans la cave Cricova. Les marques bien connues de vins mousseux moldaves sont Negru de Purcari, Muscat spumant, National, Nisporeni, etc. Ils sont élaborés à partir d'une large gamme de cépages européens, dont le Chardonnay, le Pinot blanc, le Pinot gris, le Pinot menie, le Sauvignon, l' Aligote, le Traminer rose, le Muscat blanc, le Cabernet Sauvignon et le Pinot noir. La variété locale Feteasca Albă, également utilisée dans les vins mousseux, est cultivée en Moldavie depuis l'époque de l'ancienne Dacie.

## Timbres

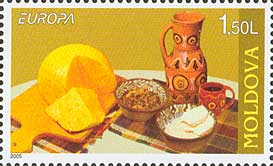
Mousse de maïs, fromage de brebis et restes.
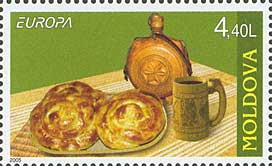
Invârtită (nourriture moldave spécifique) fourrée au fromage.